# Goniothalamus dolichocarpus
Goniothalamus dolichocarpus este o specie de plante din genul Goniothalamus, familia Annonaceae, descrisă de Elmer Drew Merrill. Conform Catalogue of Life specia Goniothalamus dolichocarpus nu are subspecii cunoscute.